# St. Stephan (Wollbach)

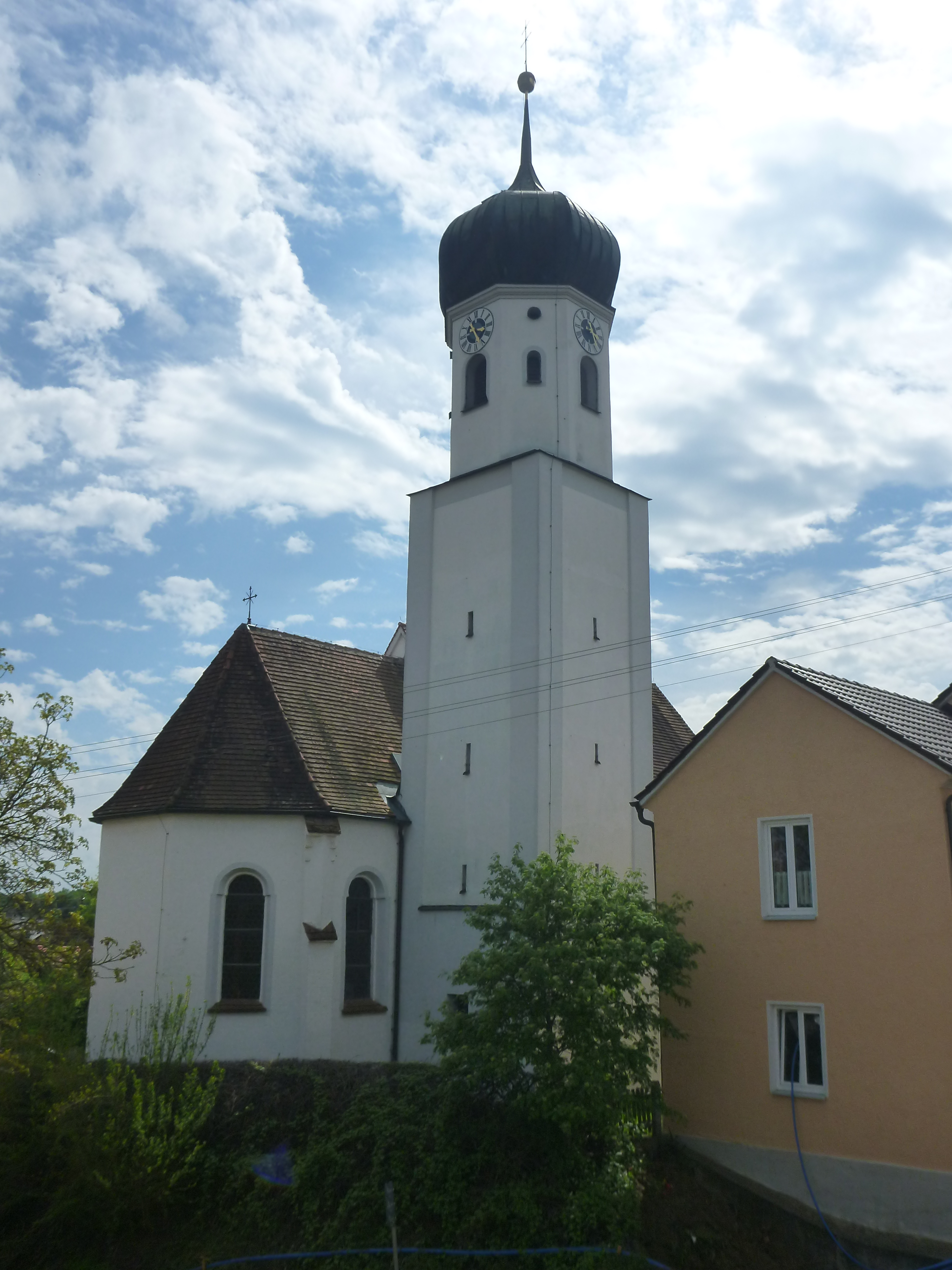
St. Stephan in Wollbach

Die römisch-katholische Pfarrkirche St. Stephan steht im Ortskern das Pfarrdorfes Wollbach, einem Gemeindeteil des Marktes Zusmarshausen im schwäbischen Landkreis Augsburg in Bayern. Das Bauwerk ist in der Liste der Baudenkmäler in Zusmarshausen als Baudenkmal unter der Nr. D-7-72-223-64 eingetragen. Die Pfarrei gehört zum Dekanat Augsburg-Land des Bistums Augsburg.

## Geschichte
Schon bei der ersten urkundlichen Erwähnung 1157 verfügte der Ort über eine Kirche. Diese war damals im Besitz des Klosters Ochsenhausen, später ging sie an das Kloster Ursberg über. Ab dem Jahr 1300 gehörte sie dem Augsburger Domkapitel.
Die heutige Saalkirche wurde in der 2. Hälfte des 15. Jahrhunderts errichtet und dem heiligen Stephanus gewidmet. Sie brannte bei einem Großbrand im Jahr 1762, bei dem auch große Teile des Ortes vernichtet wurden, fast vollkommen ab, mehrere Mauern stürzten ein. Im nächsten Jahr wurde  nach einem Entwurf von Joseph Meitinger vereinfacht wieder aufgebaut.

## Beschreibung
Sie besteht aus einem Langhaus mit Platz für 150 Gläubige, einem eingezogenen, dreiseitig geschlossenen Chor im Osten und einem Chorflankenturm mit einer Höhe von 28 m auf quadratischem Grundriss an dessen Nordwand. Die obere, achteckige Etage beherbergt den Glockenstuhl mit drei Kirchenglocken und die Turmuhr, sie ist mit einer Zwiebelhaube bedeckt. Der Innenraum des Langhauses ist mit einer Flachdecke überspannt. Die Fresken wurden 1893 von Johann Baptist Scherer gemalt. Im Chor ist die Verkündigung des Herrn dargestellt, im Langhaus das Abendmahl Jesu. Scherer wird auch der Kreuzweg zugeschrieben. Der neuromanische Hochaltar wurde um 1856 aufgestellt, die Kanzel in der 2. Hälfte des 19. Jahrhunderts. Infolge des Zweiten Vatikanischen Konzils 1965 wurden Chorschranken und Seitenaltäre entfernt. Letztere fanden bei einer Renovierung des Innenraums seit Mitte der 2000er Jahre den Weg zurück in die Kirche. Eine Statue der Barbara von Nikomedien ist in der Zeit um 1500 entstanden. Eine Ölberggruppe stammt aus dem Umkreis von Christoph Rodt. Die Orgel wurde 1967 als Opus 36 mit 16 Registern, verteilt auf 2 Manuale und ein Pedal, von der Hey Orgelbau errichtet.